# Fleuret (contre-torpilleur, 1907)
Pour les articles homonymes, voir Fleuret (contre-torpilleur).
Le Fleuret est l’un des treize contre-torpilleurs de classe Claymore construits pour la marine française dans la première décennie du XXe siècle.

## Carrière
Le Fleuret a été commandé le 5 mai 1905 et mis en chantier en 1906 à l’arsenal de Rochefort. Le navire a été lancé le 14 décembre 1906, et en mars 1908, affecté à l’escadre du Nord. Il resta dans cette unité lorsqu’elle fut rebaptisée 3e escadre en 1910. Il fut affecté à la 2e escadrille de torpilleurs lorsque la 3e escadre fut réorganisée et rebaptisée 2e escadre légère en novembre 1912.
Lorsque la Première Guerre mondiale éclate, en août 1914, le Fleuret est toujours affecté à la 2e flottille de contre-torpilleurs basée à Brest. Il reste avec cette unité jusqu’à la mi-1915. L’année suivante, il est transféré à la flottille de la mer du Nord, basée à Dunkerque. En février 1916, il est gravement endommagé lors d’une collision avec le contre-torpilleur Aventurier, et reste en réparation au Havre jusqu’en novembre. En 1918, le Fleuret est affecté à la Division des patrouilleurs de Normandie à Cherbourg. Le navire a été rayé du registre naval le 12 janvier 1920 et a servi de cible remorquée de janvier 1921 jusqu’à son naufrage en 1923.